# Simorcus
Simorcus is een geslacht van spinnen uit de  familie van de Thomisidae (krabspinnen).

## Soorten
- Simorcus asiaticus Ono & Song, 1989
- Simorcus capensis Simon, 1895
- Simorcus coronatus Simon, 1907
- Simorcus cotti Lessert, 1936
- Simorcus zuluanus Lawrence, 1942